# S-8航空火箭彈
S-8航空火箭彈（俄语：С-8）是一系列由苏联空軍和塞尔维亚空防军研製的航空型火箭彈系武器，被軍用飛機用以攻擊地面半硬和堅硬目標。目前它仍在俄羅斯空軍和各種出口客戶當中服役。名稱來自火箭的直徑，80毫米（3.15英吋）。

## 歷史
1964年， OKB-51設計局的蘇霍伊開始研製一款原來叫作T-58M的攻擊機，後來成為苏-24「劍師」战斗轰炸機。1965年8月21日，蘇共中央和蘇聯部長會議的決議第648-241號部長理事會決議中通過了T-58M的構建，同時亦向構建中的「美洲狮」瞄準導航系統和新型無制導和制導的S-8、S-24和X-24提供了同一文件。隨著潛在的敵方地面部隊的裝甲車輛和防空系統的改進以及在1960年代變得普遍的S-5航空火箭彈彈族暴露出火力和射程的不足，研發出新型的破壞手段成為必要任務。
1960年代後期至1970年代，諾德爾曼精密工程設計局 的前身OKB-16設計局受蘇聯空軍所命，與新西伯利亚應用物理研究所（負責改進）和巴拉希哈科學技術研究所（負責機械式保險絲）研發一種由戰鬥轟炸機和直升機使用的新型80毫米（3.15英寸）口徑無制導空對地火箭彈。它倆以S-5航空火箭彈（57毫米口徑）的數據為基礎，研發一種射程更遠的武器。為了增加將其掛載的戰機的最大允許速度，火箭彈彈應持續得到可靠的保護，防止空氣磨擦加熱。同時亦要盡量減少火箭彈發射時尾翼對將其掛載的戰機的影響，以及每發時間與最小任務高度之間的時間間隔。1984年，該火箭彈系統投入服役，以後還生產出各種不同彈頭的衍生彈型。
為了滿足這些要求，特別是在加熱和廢氣效應方面的空气动力学，原則上火箭彈會由B-8M或B-8M1火箭筴艙發射。兩具發射容器都可以容納20枚火箭彈，具有帶前整流罩的圓柱形鋁製機身，既可以單發，也可以齊射。1972年3月，B-8M火箭筴艙進行原廠和國家測試；隨後從1974年4月到7月，B-8M和B-8M1火箭筴艙於掛載在苏-17「裝配匠」攻击机以上的飛行試驗中進行了比較。最終，B-8M1火箭筴艙中選，因為其尺寸緊湊和重量輕便，生產更容易。因此，這個火箭筴艙型號獲得蘇聯空軍採用為制式武器。這兩具火箭筴艙型號都是由信號旗設計局所研發。
用於小型飛機和直升機的B-8V7火箭筴艙只裝填了7枚火箭彈。這個筴艙最初是為出口而研發。它主要用在俄羅斯境外仍可操作的眾多MiG-21「魚床」多功能战斗机上。這時蘇聯已經決定不再生產這款戰鬥機所使用的S-5火箭彈。由於重量的限制，B-8M1火箭筴艙只能掛載在米格-21的最後一系列的內部載掛點以上，而不能在裝在外部。但使用更緊湊更輕便的B-8V7，可以將裝備之間的間隙都「密封」掉。這具火箭筴艙型號是由薩馬拉工廠所生產。
B-8-0火箭筴艙更具有額外的隔熱功能，而安裝在直升機以上使用的B-8V20A火箭筴艙則移除了氣動整流罩。
目前，S-8的彈身是由基洛夫市悉路馬特工廠大量生產。

## 研發
S-8火箭彈保留了S-5的概念和佈局。火箭具有直徑80毫米的圓柱形彈體。在前方的三分之一是其彈頭，而彈體的其餘部分都是固體發動機。為了提高位於彈身的後端而且可折疊的六枚穩定尾翼的精度，當火箭離開發射管時，在固體推進劑發動機的作用下，氣體活塞被迫從燃燒室噴出其粉末氣體從而展開尾翼。在展開的位置後，尾翼會被固定；事實上，S-5火箭彈的一個缺失是其尾翼的鉸鏈中的反作用力是其自由展開時所必然發生的事，因而降低了射擊的精確性。
在折疊位置時，穩定器組件會被裝置在火箭彈的固體火箭發動機的六個噴嘴之間，並且以玻璃覆蓋，當發動機激活起來時分離。為了加速推進較重型的S-8火箭彈，其固體推進劑發動機的推力比S-5的型號有所增加，運行時間縮短至0.69秒。
這個火箭彈族目前包含25種系列衍生型和10多種原型，其中一些彈種已經通過測試但沒有投入服役。在一方面，某些彈頭裝備了不同的火箭發動機，另一方面，經過驗證的火箭發動機裝備了不同的彈頭，因而出現這種形式多樣的變化；亦由於彈頭體積比先前的S-5航空火箭彈（彈體直徑僅55毫米）加大得很多，使其正在生產的衍生彈型更加多樣化；以及可裝上更強大的發動機，口徑的增加以及相應的火箭質量也增加了發動機功率。當中包括S-8M和S-8KOM高爆反坦克彈，以S-8的基礎設計為藍本，裝有锥形装药彈頭，彈藥貫穿力更高，燃燒時間更長，後者可以貫穿厚達400毫米的裝甲；S-8S飛鏢彈被用以打擊軟目標，它們（5束）的彈頭分解成2,000枚箭頭形的碎片；S-8B和S-8BM貫穿彈的彈頭經過優化，專門破壞掩體和跑道，貫穿厚達800毫米的钢筋混凝土；S-8D和S-8DM燃料空氣炸彈的彈頭裝有液體炸藥，彈頭被拆解以後會形成气溶胶雲，其爆炸威力相當於5.5—6公斤三硝基甲苯（即俗稱的TNT）。S-8O和S-80照明彈用於戰場照明，照明彈會化為空中燃燒的火炬，燃燒30秒並且產生2,000,000坎德拉。S-8P干扰箔彈在彈頭內裝填金屬化的玻璃钢，被用以產生無源雷達干擾，而干扰箔干擾的效果持續約3秒鐘。其他還有高爆破片杀伤彈、煙霧彈和燃烧弹。
帶有後綴字母“M”的所有衍生型都具有改進型固體電機，延長其燃燒時間，因此具有更長的射程。比如S-8A、S-8W、S-8AS和S-8WS彈型之中，固體發動機得到了進一步改進，藉由改進燃料和尾翼達到效果。
每枚火箭彈的長度在1,500—1,700毫米（59.06—66.93英吋）之間，重量在11.1—15.2公斤（24.47—33.51磅）之間，具體取決於彈頭和引信。火箭彈由固體燃料火箭發動機驅動，使用壽命為0.7秒。S-8火箭彈的在飛行中和圓形四分位散佈範圍是0.3％。其射程是2,000—4,000公尺（2,187.23—4,374.45码，6,561.68—13,123.36英尺，1.24—2.49英里）。

## 典型的發射器規格
S-8是由可裝填7至20枚火箭彈的B-8系列火箭筴艙所攜帶， B-8系列火箭筴艙的細節如下：
| 編號             | B-8V7                            | B-8V20                                                                                             | B-8M1                                                                                         |
| ---------------- | -------------------------------- | -------------------------------------------------------------------------------------------------- | --------------------------------------------------------------------------------------------- |
| 火箭彈，枚       | 7                                | 20                                                                                                 | 20                                                                                            |
| 長度，毫米       | 1,700                            | 1,700                                                                                              | 2,760                                                                                         |
| 直徑，毫米       | 336                              | 520                                                                                                | 520                                                                                           |
| 重量，無彈，公斤 | 40                               | 123                                                                                                | 160                                                                                           |
| 航空器           | 未知（可安裝在定翼機和直升機上） | 用於直升機： 米-17「河馬-H」 米-24「雌鹿」 米-28「浩劫」 卡-29TB「蝸牛-B」 卡-50「黑鯊」 Ka-52「鱷魚」等 | 用於固定翼飛機： 格-27「鞭笞者D/H/J」 米格-29「支點」 苏-24「劍師」 苏-25「蛙足」 苏-27「側衛」 |

## 火箭規格
| 編號   | 彈種                   | 彈總長                  | 發射重量             | 彈頭重量                                | 射程                                            | 附注                                                                     |
| ------ | ---------------------- | ----------------------- | -------------------- | --------------------------------------- | ----------------------------------------------- | ------------------------------------------------------------------------ |
| S-8KO  | 高爆反坦克彈 （HEAT）  | 1,570毫米 （61.81英吋） | 11.3公斤 （24.91磅） | 3.6公斤 （7.94磅，內裝0.9公斤的炸藥）   | 1,300—4,000公尺                                 | 對軋壓均質裝甲貫穿力為400毫米。                                          |
| S-8KOM | 高爆反坦克彈           | 1,570毫米 （61.81英吋） | 11.3公斤 （24.91磅） | 3.6公斤 （7.94磅，內裝0.9公斤的炸藥）   | 1,300—4,000公尺                                 | 對軋壓均質裝甲貫穿力為400毫米，速度為610米／秒。                         |
| S-8B   | 貫穿彈 （Penetrating） | 1,500毫米 （59.06英吋） | 15.2公斤 （33.51磅） | 7.41公斤 （16.34磅，內裝0.6公斤的炸藥） | 1,200—2,200公尺                                 | 對钢筋混凝土貫穿力為800毫米。                                            |
| S-8BM  | 貫穿彈                 | 1,540毫米 （60.63英吋） | 15.2公斤 （33.51磅） | 7.41公斤 （16.34磅，內裝0.6公斤的炸藥） | 1,200—2,200公尺                                 | 對钢筋混凝土貫穿力為800毫米，速度為450米／秒。                           |
| S-8D   | 燃料空氣炸彈 （FAE）   | 1,660毫米 （65.35英吋） | 11.6公斤 （25.57磅） | 3.8公斤 （8.38磅，內裝2.15公斤的炸藥）  | 1,300—3,000公尺                                 |                                                                          |
| S-8DM  | 燃料空氣炸彈           | 1,700毫米 （66.93英吋） | 11.6公斤 （25.57磅） | 3.8公斤 （8.38磅，內裝2.15公斤的炸藥）  | 1,300—3,000公尺                                 | 爆炸當量為5.5—6公斤三硝基甲苯，速度為590米／秒。                         |
| S-8DF  | 燃料空氣炸彈           | 1,680毫米 （66.14英吋） | 13.4公斤 （29.54磅） | 5.5公斤 （12.13磅，內裝3.3公斤的炸藥）  | 1,300—4,000公尺                                 | 爆炸當量為6公斤三硝基甲苯，速度為500米／秒。                             |
| S-8O   | 照明彈                 | 1,630毫米 （64.17英吋） | 12.1公斤 （26.68磅） | 4.3公斤 （9.48磅）                      | 4,000—4,500公尺                                 | 2百萬坎德拉热诱饵彈頭                                                    |
| S-8OM  | 照明彈                 | 1,630毫米 （64.17英吋） | 12.1公斤 （26.68磅） | 4.3公斤 （9.48磅）                      | 4,000—4,500公尺                                 | 2百萬坎德拉热诱饵彈頭，燃燒30秒，速度為545米／秒。                       |
| S-8T   | 串聯裝藥式高爆反坦克彈 | 1,700毫米 （66.93英吋） | 13公斤 （28.66磅）   | 6.6公斤 （14.55磅，內裝1.6公斤的炸藥）  | 1,300—4,000公尺                                 | 串聯裝藥式高爆反坦克彈，對軋壓均質裝甲貫穿力為400毫米，速度為470米／秒。 |
| S-8P   | 干扰箔彈               | 1,630毫米 （64.17英吋） | 12.3公斤 （27.12磅） | 4.5公斤（9.92磅）干扰箔                 | 2,000—3,000公尺                                 |                                                                          |
| S-8PM  | 干扰箔彈               | 1,630毫米 （64.17英吋） | 12.3公斤 （27.12磅） | 4.5公斤（9.92磅）干扰箔                 | 2,000—3,000公尺                                 | 速度為545米／秒。                                                        |
| S-8S   | 飛鏢彈                 | 1,612毫米 （63.46英吋） | 13公斤 （28.66磅）   | 4.3公斤 （9.48磅）                      | 1,200—3,500公尺                                 | 5束共2,000枚飛鏢彈                                                       |
| S-8TsM | 目標標記彈             | 1,605毫米 （63.19英吋） | 11.1公斤 （24.47磅） | 3.6公斤 （7.94磅）                      | 直升機：1,300—2,000公尺 定翼機：1,300—3,000公尺 | 目標／路線標識煙霧可見範圍為6,000公尺                                    |

S-8有一種升級型：S-8OFP，其長度為1,428毫米（56.22英吋），重量不到17公斤（37.48磅），射程為6,000公尺。

## 圖集

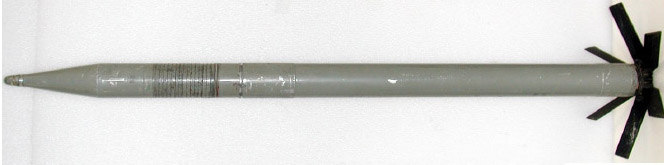
S-8KOM高爆反坦克彈
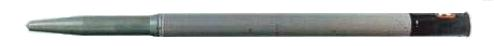
S-8BM貫穿彈
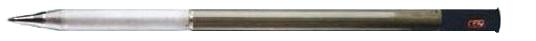
S-8DM燃料空氣炸彈
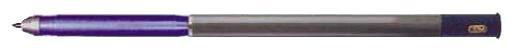
S-8DF燃料空氣炸彈
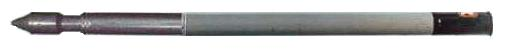
S-8T串聯裝藥式高爆反坦克彈
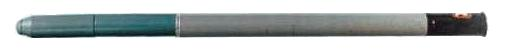
S-8OM照明彈
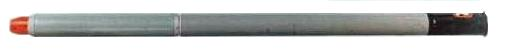
S-8PM干扰箔彈
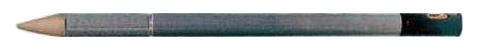
S-8TsM目標標記彈
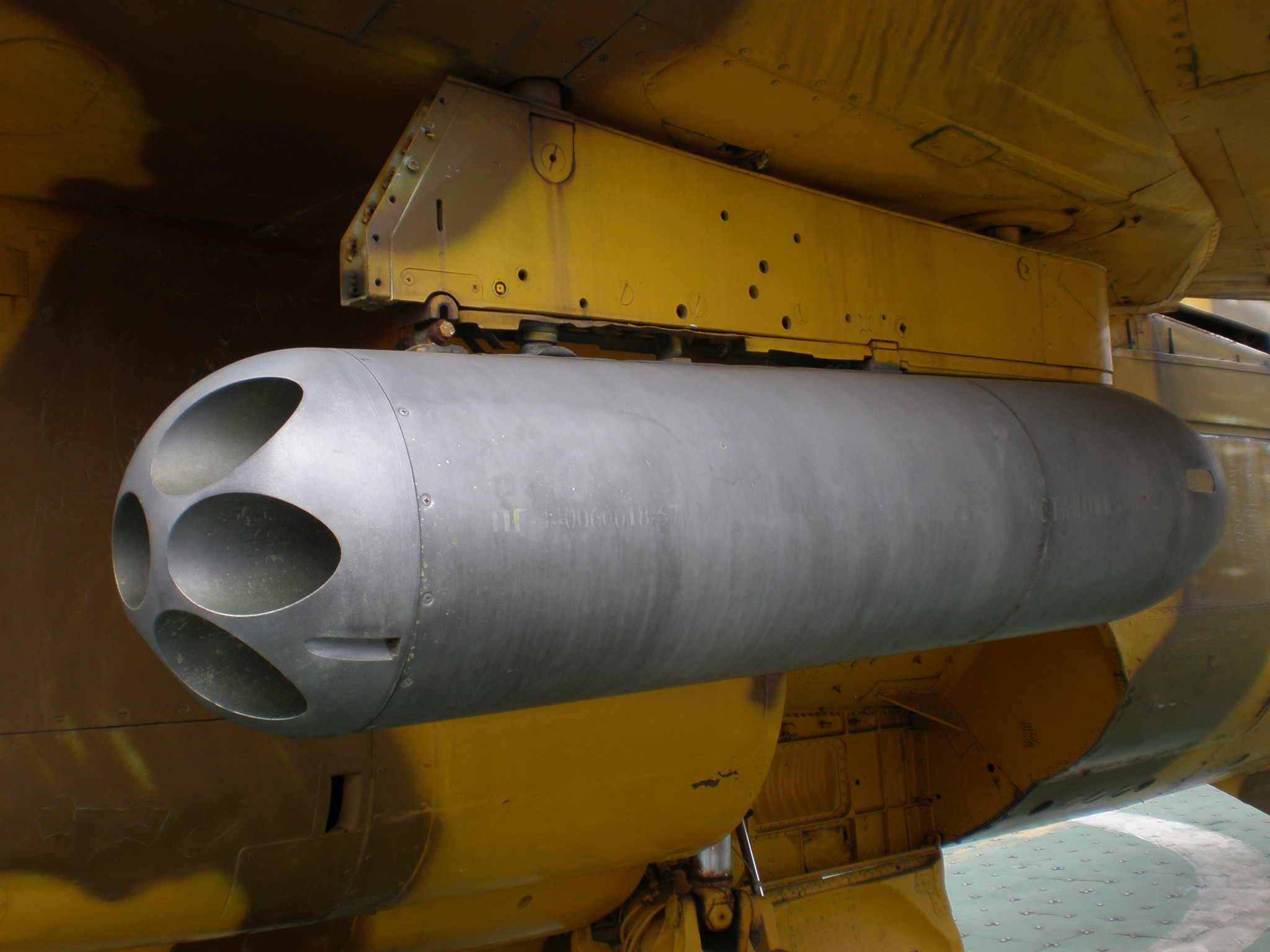
B-8S7火箭筴艙
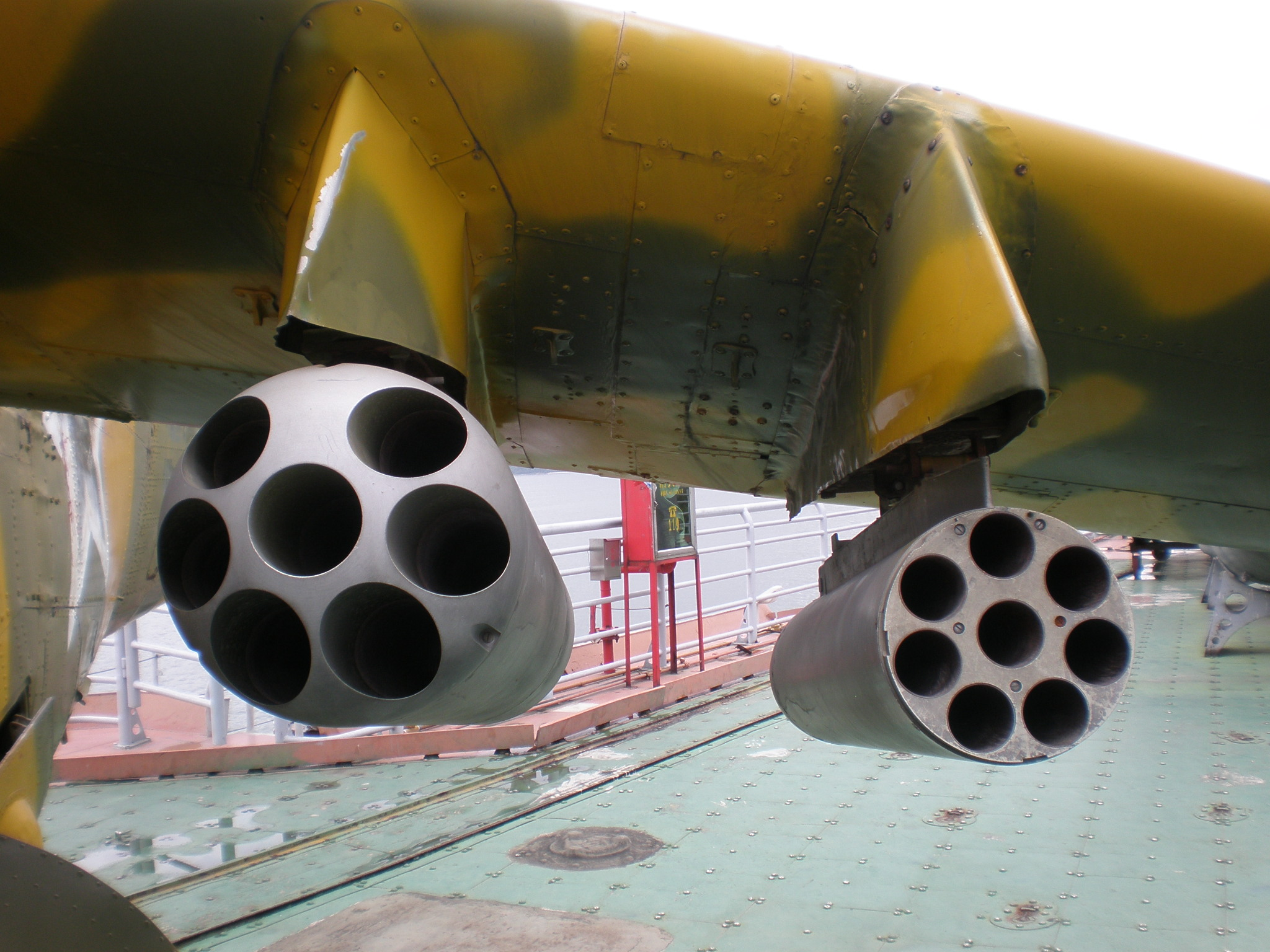
B-8S7火箭筴艙與ORO-58K火箭筴艙的比較。
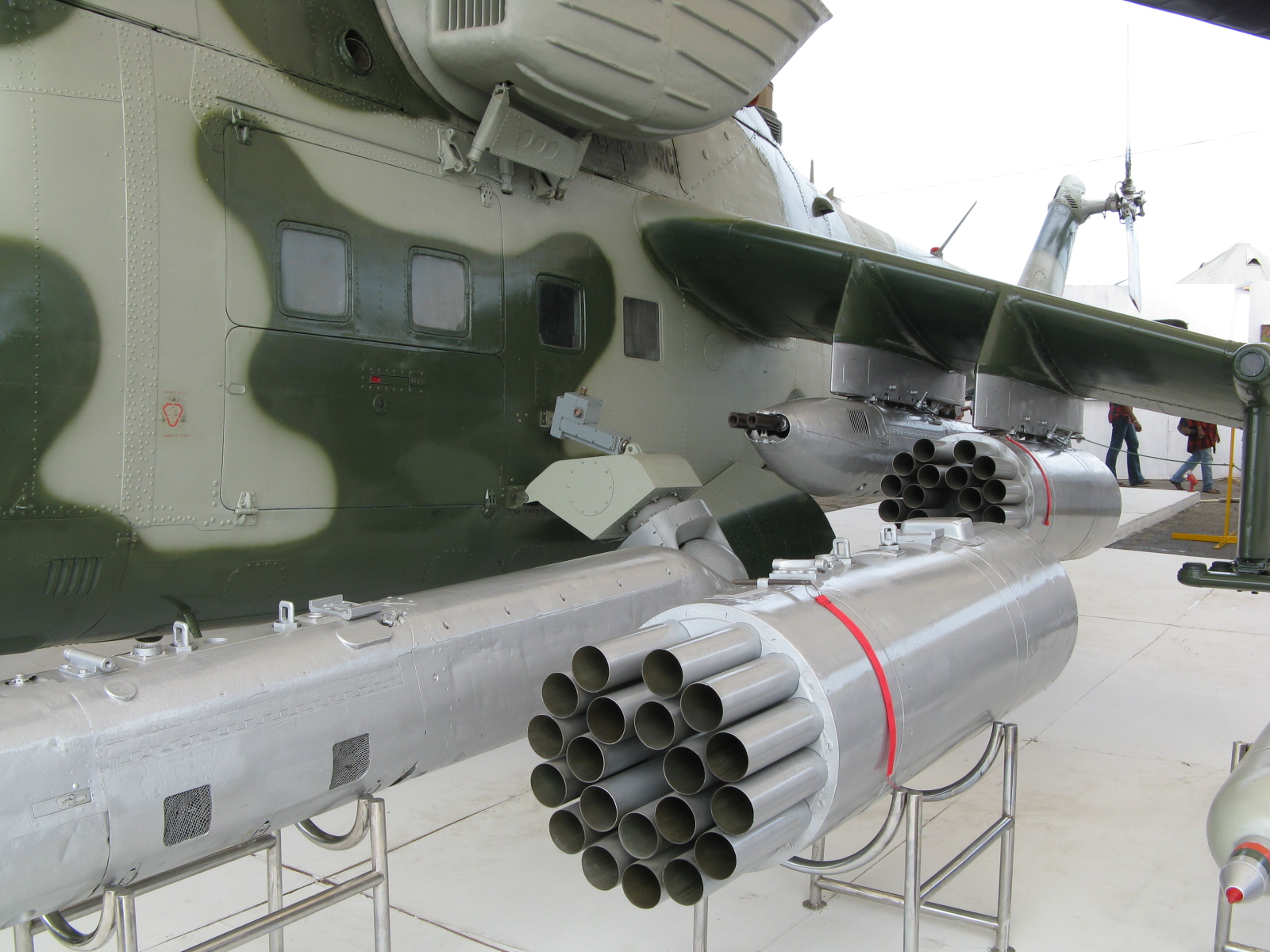
B-8V20火箭筴艙
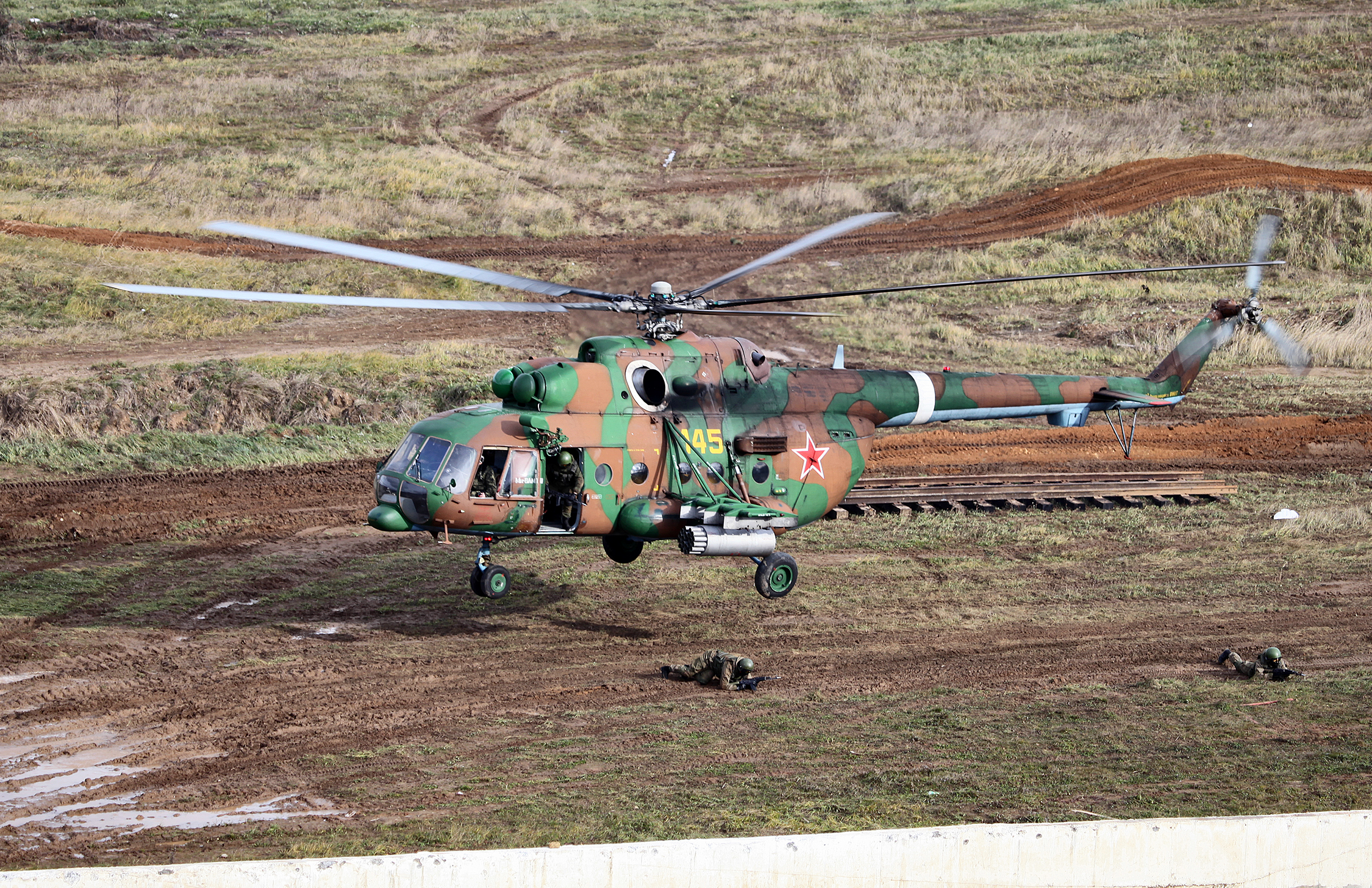
米-8「河馬」翼下掛架的B-8V20火箭筴艙。
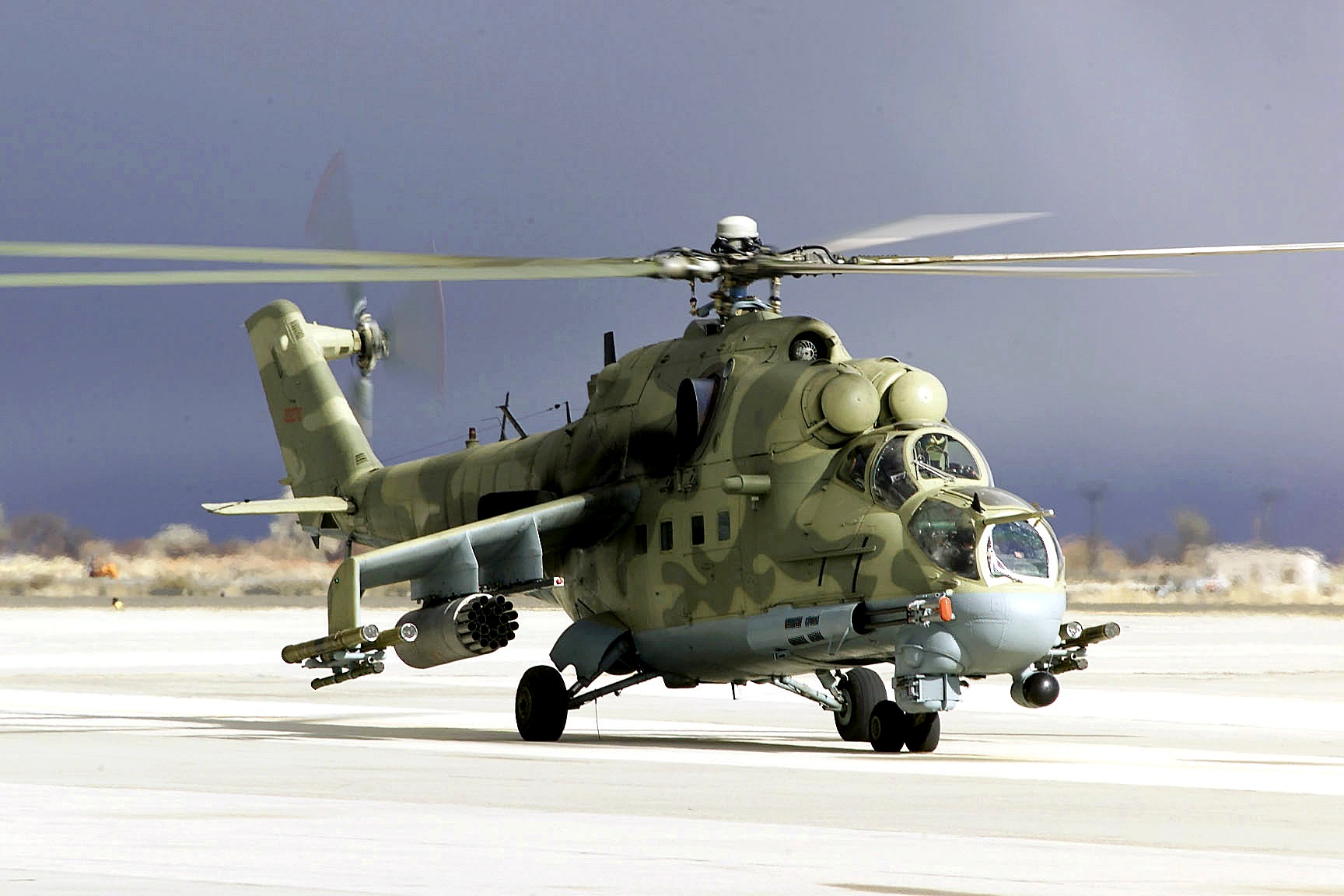
米-24P「雌鹿-F」翼下掛架的B-8V20火箭筴艙。
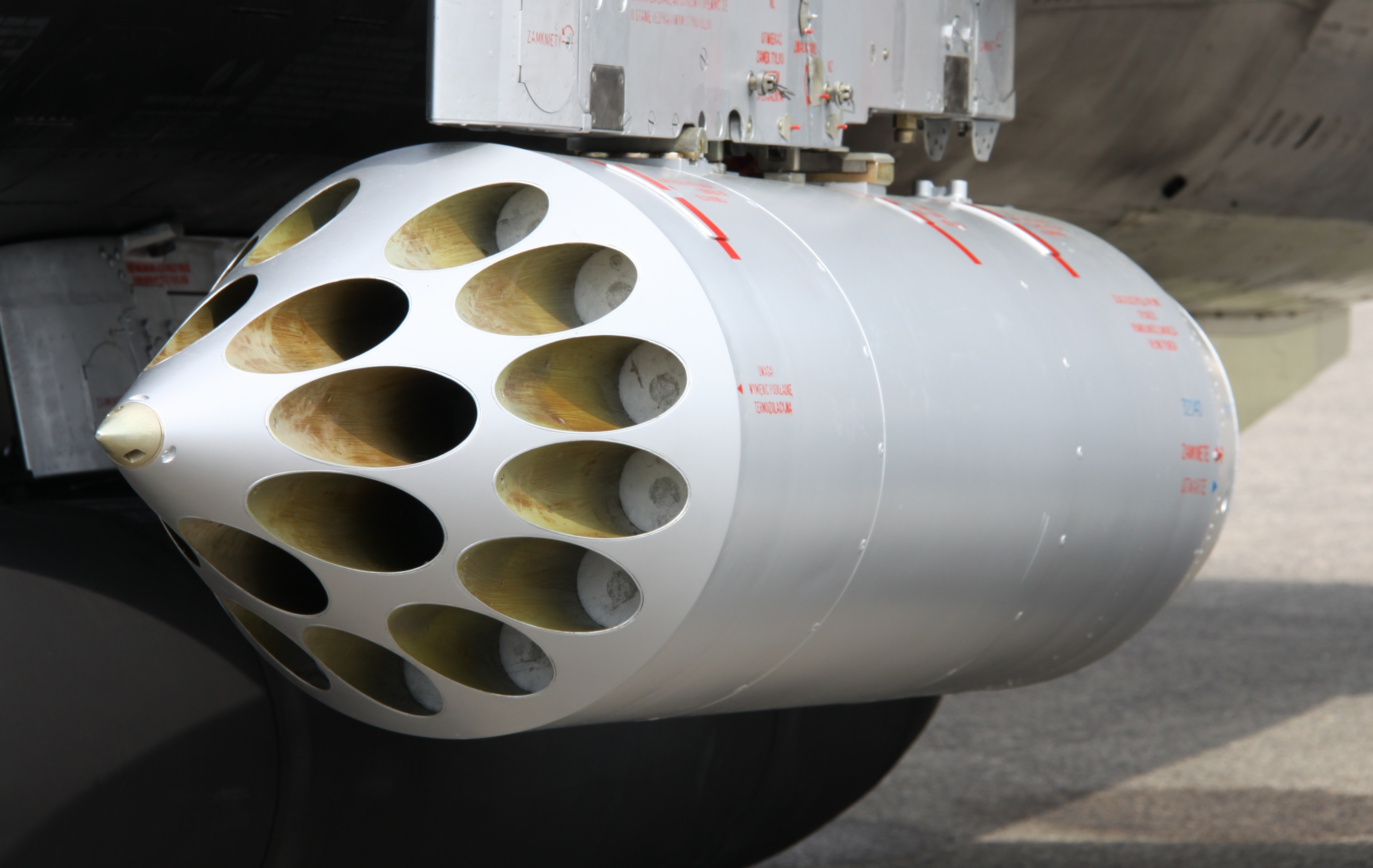
B-8M1火箭筴艙
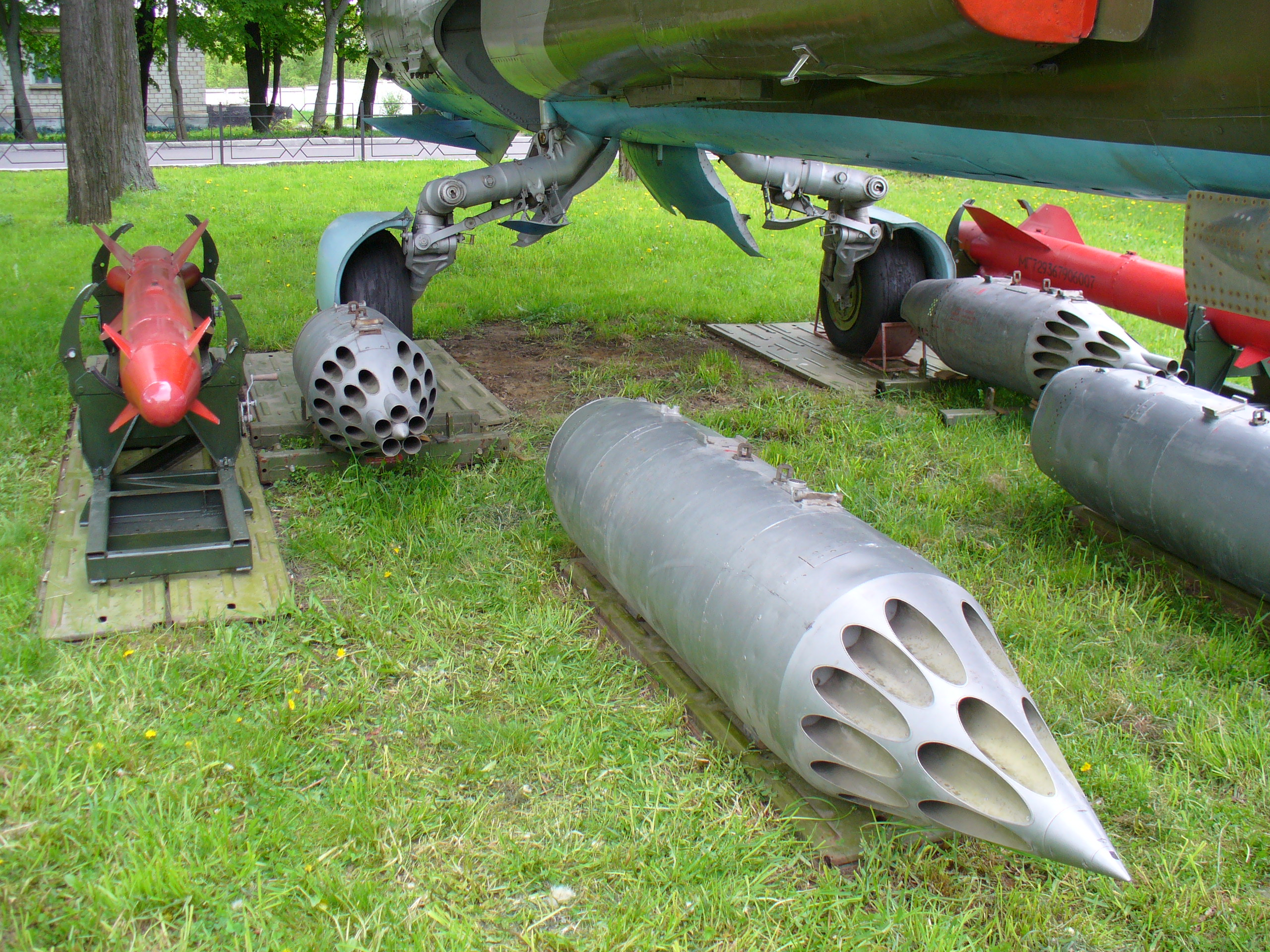
格-27「鞭笞者」旁邊的B-8M1火箭筴艙。
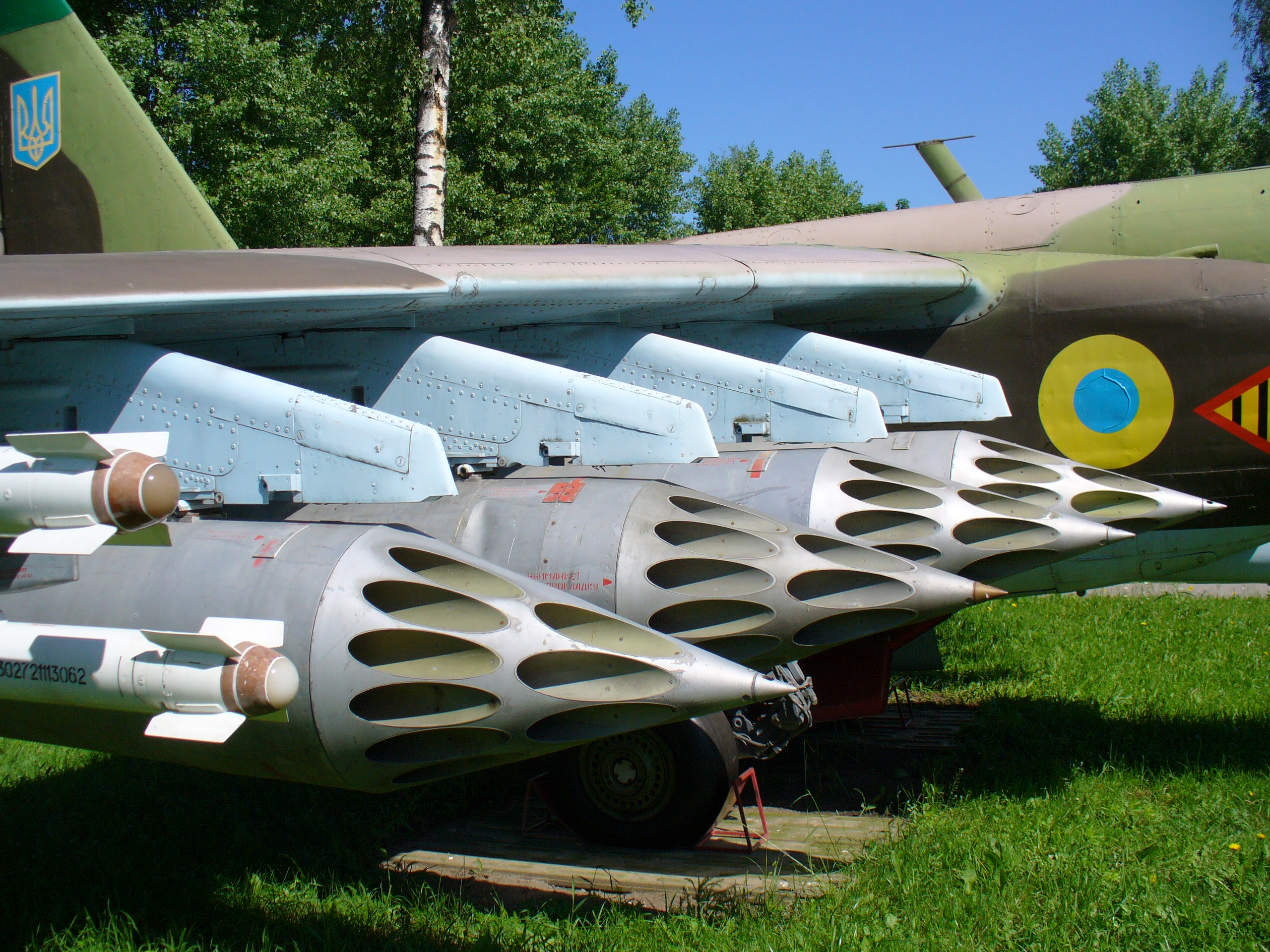
苏-25「蛙足」機翼以下的4具B-8M1火箭筴艙，兩翼合共可掛8具。

## 資料來源
1. 1 2  . Сайт "Современная авиация России".   [2011-12-04]. （原始内容存档于2013-04-20） （俄语）.
2. 1 2 3 4 5  . Сайт "Современная авиация России".   [2011-12-04]. （原始内容存档于2011-09-20） （俄语）.
3. ↑  Тихонов С. Г. Оборонные предприятия СССР и России : В 2 т. — М.: ТОМ, 2010. — Т. 1. — С. 174. — 608 с. — 1000 экз. — ISBN 978-5-903603-02-2.
4. 1 2  .   [2018-01-20]. （原始内容存档于2017-10-18） （英语）. warfare.ru (18. svibnja 2012.)
5. ↑  .   [2018-01-20]. （原始内容存档于2005-11-14）.
6. ↑  Gordon (2005.), str. 154
7. 1 2  .   [2018-01-20]. （原始内容存档于2005-11-14） （英语）. rbs.ru(18. svibnja 2012.)

- Soviet/Russian Aircraft Weapons Since World War Two, Yefim Gordon, ISBN 1-85780-188-1
- Mil Mi-24 Hind Attack Helicopter, Yefim Gordon and Dimitri Komissarov, ISBN 1-84037-238-9
- Jane's Air Launched Weapons Issue 36, Duncan Lennox, ISBN 0-7106-0866-7
- Warfare.ru S-8 rockets
- VTTV-99 S-8 rocket specs

## 外部連結
- （英文）—S-8 unguided aircraft rockets
- （俄文）—www.airwar.ru—С-8（页面存档备份，存于）
- （俄文）—Неуправляемая авиационная ракета С-8. ВТР（页面存档备份，存于）